# كوربوقراطية

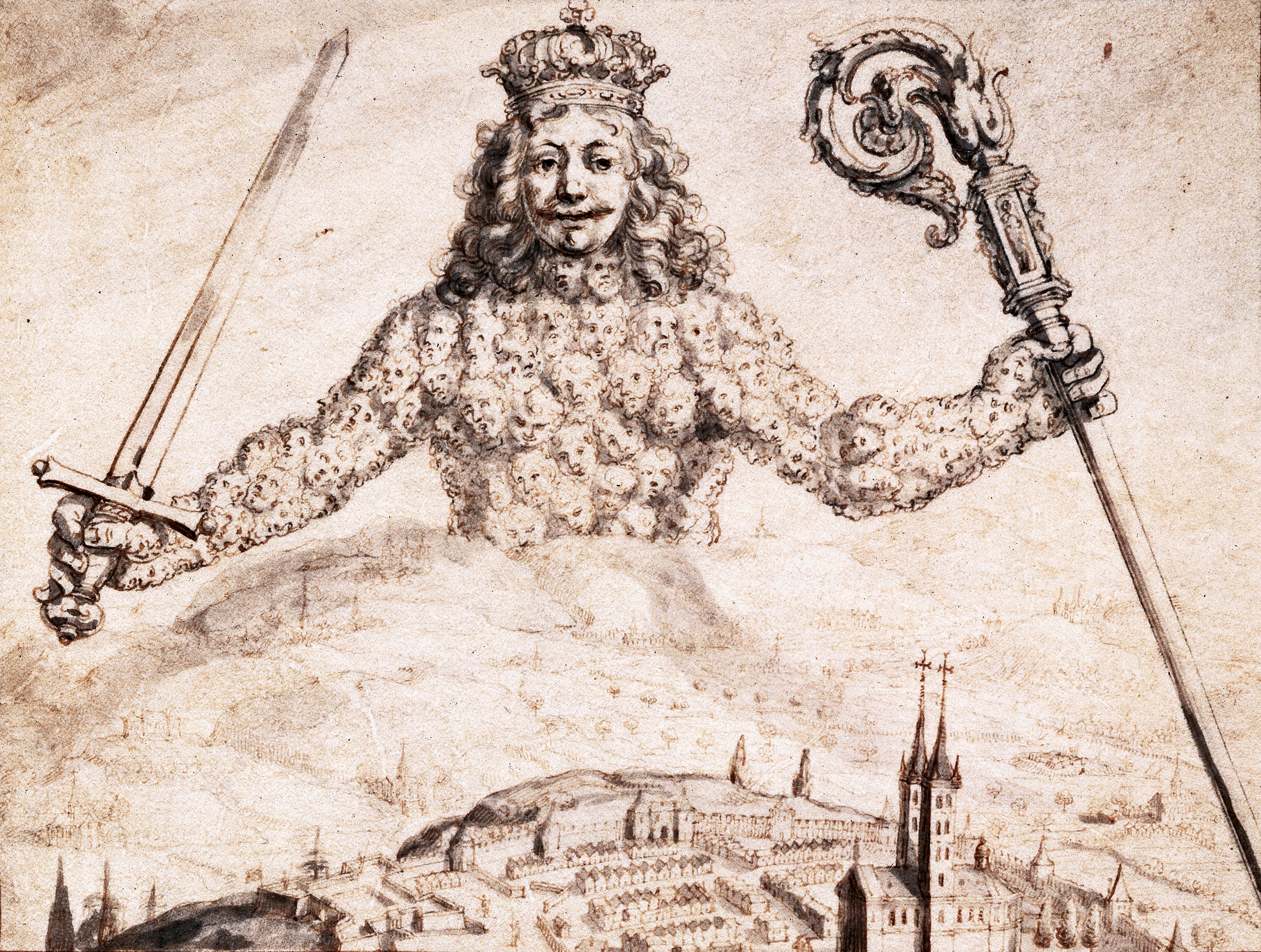

الكوربوقراطية مصطلح حديث يُستخدم للإشارة إلى نظام اقتصادي سياسي تسيطر عليه الشركات أو مصالح الشركات، وغالبًا ما يستخدم على أنه مصطلح لوصف الوضع الاقتصادي في الولايات المتحدة. يختلف هذا المصطلح عن «النقابوية»، وهي تنظيم المجتمع في مجموعات ذات اهتمامات مشتركة. غالبًا ما يستخدم المراقبون بمختلف انتماءاتهم السياسية مصطلح الكوربوقراطية.
وصف الخبير الاقتصادي جيفري ساكس الولايات المتحدة بأنها كوربوقراطية في كتابه سعر الحضارة (2011). أردف ساكس أنها نشأت عن أربعة اتجاهات: الأحزاب الوطنية الضعيفة والتمثيل السياسي القوي للمناطق الفردية، والمؤسسة العسكرية الأمريكية الكبيرة بعد الحرب العالمية الثانية، والشركات الكبيرة التي تستخدم الأموال لتمويل الحملات الانتخابية، والعولمة التي تميل ميزان القوى بعيدا عن العمال.
هذه المجموعة هي ما أطلق عليها المؤلف سي رايت ميلز «نخبة السلطة» عام 1956، أفراد أثرياء يشغلون مناصب هامة في الكوربوقراطية، يسيطرون على عملية تحديد السياسات الاقتصادية والسياسية للمجتمع.
استُخدم هذا المفهوم في تفسير عمليات إنقاذ المصارف المتعثرة والأجور المفرطة لكبار المديرين التنفيذيين والشكاوى بشأن استغلال الخزانات الوطنية والأفراد والموارد الطبيعية. استخدم منتقدو العولمة هذا المصطلح في بعض الأحيان بالتزامن مع انتقادهم البنك الدولي أو ممارسات الإقراض غير العادلة وكذلك انتقاد «اتفاقيات التجارة الحرة».

## الخصائص
من الطبيعي أن تؤدي الرأسمالية غير المضبوطة إلى تطور شركات تحتكر السوق، كما في «العصر المذهب» في الولايات المتحدة. خلال هذه الفترة، كان الفساد متفشياً؛ لأن قادة الأعمال أنفقوا مبالغ كبيرة من المال لضمان عدم تنظيم الحكومة لأنشطتهم. يقول المؤرخ هوارد زِنَ إن الحكومة الأمريكية كانت تتصرف تمامًا كما وصف كارل ماركس الدول الرأسمالية: «التظاهر بالحياد للحفاظ على النظام، ولكن خدمةً لمصالح الأغنياء». أُصدرت القوانين الحكومية والمراسيم التنظيمية، مثل قانون شيرمان لمكافحة الاحتكار عام 1890، لضمان المنافسة في السوق. خلال الحقبة النيوليبرالية، شهد ضعف مثل هذه التشريعات، إلى جانب العولمة وزيادة التمويل، ترسيخ قوة الشركات على نطاق عالمي وصعود ما وصفه الاقتصادي جوزيف ستيغليتز بأنه «عمالقة عالميّون» (من الولايات المتحدة بشكل أساسي) مثل آبل وميكروسوفت وغوغل وسيسكو وأوراكل. تزامن هذا التطور مع الزيادة الحادة في عدم المساواة الاقتصادية وسباق عالمي نحو القاع، وهو ما وصفته راما فاسوديفان، أستاذة الاقتصاد المساعدة في جامعة ولاية كولورادو، بأنه «بحث لا هوادة فيه عن اليد العاملة الرخيصة».
نشر إدموند فيلبس تحليلًا عام 2010  يقول فيه إن سبب عدم المساواة في الدخل ليس رأسمالية السوق الحرة، بل هو نتيجة صعود عملية الخصخصة. من هذا المنطلق، فإن الخصخصة نقيض رأسمالية السوق الحرة، تتميز الخصخصة بالمنظمات شبه الاحتكارية والبنوك واتحادات أصحاب العمل الكبيرة التي تعمل غالبًا بالتواطؤ مع مؤسسات الدولة بطرق تثبط (أو تعوق) الأعمال الطبيعية للاقتصاد الحر. تتمثل الآثار الرئيسة لعملية الخصخصة في توطيد القوة الاقتصادية والثروة في يد قلة قليلة، والنتيجة النهائية هي استنزاف ريادات الأعمال وديناميكية السوق الحرة.
أتبع فيلبس كتابه الأول بكتاب آخر اسمه الازدهار الجماعي، يعرّف الخصخصة بالسمات التالية: تقاسم السلطة بين الحكومة والشركات الكبرى (على سبيل المثال في الولايات المتحدة من خلال توسيع سلطة الحكومة في مجالات مثل الخدمات المالية والرعاية الصحية والطاقة وتطبيق القانون / أنظمة السجون، والجيش من خلال التنظيم والاستعانة بمصادر خارجية)، وتوسيع تأثير الشركات مقابل تسهيلات من الحكومة لها، وتصاعد نمو وتأثير القطاعين المالي والمصرفي، ما زاد من سيطرة الشركات الكبرى من خلال عمليات الدمج والاستحواذ التي تتم، ما يضر بالاقتصاد؛ لأنه يقضي على الأعمال الصغيرة ومتوسطة الحجم.

## الولايات المتحدة
في ما يتعلق بعدم المساواة في الدخل، يؤكد مانويل سايز في تحليل الدخل الذي أجراه عام 2014 لجامعة كاليفورنيا بيركلي أن النمو النسبي للدخل والثروة لا يحدث بين أصحاب المشاريع الصغيرة ومتوسطة الحجم، إنما نراه فقط لدى  أعلى 0.1 في المئة دخلًا، وهو ما يصفه بول كروغمان بالـ«النخبة الفائقة» الذين يكسبون 2,000,000 دولار أو أكثر كل عام.

### الحصة من الدخل
يمكن أن تزيد سلطة الشركات عدم المساواة في الدخل. كتب جوزيف ستيغليتز، الحائز على جائزة نوبل في الاقتصاد، في مايو 2011 قائلًا: «يعزى الكثير من عدم المساواة اليوم إلى التلاعب بالنظام المالي الذي أتاحته التغييرات في القواعد التي اشتراها ودفع ثمنها القطاع المالي، وهو أفضل استثمارات هذا القطاع على الإطلاق. أقرضت الحكومة أموالاً للمؤسسات المالية بفائدة تقارب الصفر بالمئة، وقدمت أموالًا سخية لإنقاذ المؤسسات المتعثرة بشروط ميسرة عندما فشل كل شيء آخر، وغض المنظمون البصر عن انعدام الشفافية وتضارب المصالح». أوضح ستيغليتز أن الـ 1% الأعلى دخلًا حصلوا على ما يقارب ربع الدخل، وهم يمتلكون 40% من الثروات.
إذا ما قيست الحصة من الدخل نسبةً للناتج المحلي الإجمالي، نجد أن إجمالي التعويضات والأجور والمرتبات آخذ بالانخفاض منذ عام 1970. يشير هذا الانخفاض إلى تحول في الدخل من العمل (الأشخاص الذين يحصلون على الدخل من الأجور والرواتب بالساعة) إلى رأس المال (الأشخاص الذين يحصلون على الدخل عن طريق ملكية الشركات والأراضي والأصول).

### معدلات الضرائب الفعلية على الشركات
انخفضت معدلات الضريبة الفعلية على الشركات في الولايات المتحدة بشكل كبير منذ عام 2000. استخدمت بعض الشركات الكبرى في الولايات المتحدة إستراتيجية للتهرب الضريبي، فغيرت مقراتها إلى دول غير أمريكية؛ لتقلّل من التزاماتها الضريبية. نقلت 46 شركة مقراتها إلى بلدان منخفضة الضرائب منذ عام 1982، بما في ذلك 15 شركة منذ عام 2012. خططت 6 شركات أخرى للقيام بذلك عام 2015.

### تركيز القطاعات
شرح بريد برينان من المعهد عبر الوطني كيف يزيد تركيز الشركات في قطاع معين من نفوذها وتأثيرها على الحكومة: «ليس حجمها وثروتها وأصولها الضخمة فحسب ما يجعل الشركات متعددة الجنسيات خطرةً على الديمقراطية. إنه أيضًا تركيزها وقدرتها على التأثير؛ فهي غالبًا ما تتسلل إلى الحكومات وتبني قدرتها على العمل كطبقة اجتماعية دولية حقيقية للدفاع عن مصالحها التجارية ضد الصالح العام. إن سلطتها هذه على صناعة القرارات وقدرتها على فرض إلغاء القيود التنظيمية على مدار الثلاثين عامًا الماضية -التي أدت إلى تغييرات في الدساتير الوطنية والتشريعات الوطنية والدولية- هي التي خلقت البيئة لجرائم الشركات وإفلاتها من العقاب».
مثال على تركيز الصناعة في القطاع المصرفي هو البنوك الخمسة الأولى في الولايات المتحدة، كانت هذه البنوك تمتلك حوالي 30% من الأصول المصرفية الأمريكية عام 1998؛ ارتفعت هذه النسبة إلى 45% بحلول عام 2008 وإلى 48% بحلول عام 2010، قبل أن تنخفض إلى 47% عام 2011.
أوضحت «الإيكونومست» أيضًا كيف تسبب قطاع مالي مصرفي متزايد الربحية في زيادة «معاملات جيني» في الولايات المتحدة منذ عام 1980: تضاعفت حصة الخدمات المالية من الناتج المحلي الإجمالي في أمريكا إلى 8% بين عامي 1980 و 2000؛ خلال نفس الفترة ارتفعت أرباحها من حوالي 10% إلى 35% من إجمالي أرباح الشركات قبل أن تنهار بين عامي 2007 و 2009. في أمريكا، كانت تعويضات العاملين في الخدمات المالية مشابهة لمتوسط التعويضات حتى عام 1980، أما الآن، فهي ضعف هذا المتوسط.

### تأثير الشركات على التشريع
للشركات تأثير كبير على المشرّعين والتشريعات التي تراقبها. على سبيل المثال، أوضحت السيناتور إليزابيث وارين في ديسمبر من العام 2014 كيف عُدّل مشروع قانون الإنفاق الشاملة المطلوب لتمويل الحكومة في وقت متأخر من العملية لإضعاف القوانين التنظيمية للمصارف. أوضحت أيضًا كيف أوقَف كل من مصرفيو وول ستريت وأعضاء الحكومة الذين عملوا سابقًا في وول ستريت تشريعات كانت ستفكك أكبر البنوك. كررت وارين تحذيرات الرئيس ثيودور روزفلت من الشركات القوية التي ستهدد «أسس الديمقراطية».